# Saltasaurus
Saltasaurus là một chi khủng long, được Bonaparte & J. E. Powell mô tả khoa học năm 1980.